# Мукарриб

Южная Аравия в 1 веке до н. э.

Мукарриб (др. южноарав. 𐩣𐩫𐩧𐩨, араб. مكرب‎) — древний титул правителей царств Южной Аравии.
Считается, что слово мукарриб значит «объединитель». По предположению исследователей, этот титул связан с караванной торговлей. Его обладателями становились те цари Сабы, Катабана или Хадрамаута, которые смогли договориться с кочевыми племенами и обеспечить проход караванов из царств Древнего Йемена на север к Средиземноморью или на северо-восток в сторону Месопотамии. Единственным южноаравийским царством, правители которого не носили титул мукарриба было царство Маин. Нет свидетельств о том, что существовало несколько мукаррибов одновременно.
По мнению А. Г. Лундина, функции мукарриба и царя были различны по характеру, но сходны по объёму. В руках царя была сосредоточена политическая власть, но он был лишён сакральных функций. Иногда мукарриб принимал титул царя, либо присваивал его прерогативы. Система «законодательной» власти царя и «исполнительной» власти мукарриба имеет некоторое сходство с институтом лугаль и энси в Шумере.
По мнению исследователя доисламской Аравии Кристиана Ж. Робина, преемственность титула мукарриб была такой:
- мукарриб Аусана
- мукарриб Сабы (первая половина 1-го тысячелетия до н. э.)
- мукарриб Хадрамаута
- мукарриб Катабана (вторая половина 1-го тысячелетия до н. э.)
- мукарриб Хадрамаута (Сумхурам и Йашхур‘ил, правили во II[5] или I веке[3] до н. э.)